# 鄒德泳
鄒德泳（1556年—1633年），字汝聖，號瀘水，江西吉安府安福縣人，民籍，明朝政治人物。鄒善之侄。

## 生平
萬曆十年（1582年）壬午科鄉試四十五名舉人，萬曆十四年（1586年）丙戌科會試九十八名進士，登三甲第五名。兵部觀政，任行人司行人。十九年（1591年）八月擢授雲南道試監察御史。不久因疏救同官，削籍。回乡讲学多年，置义仓三所，救济平民。光宗時复任尚寶司少卿，天啓元年（1621年）七月晋本司卿，升太常少卿，四年正月升任右通政，三月升太常寺卿、摄少卿事，五年三月乞休，命加刑部右待郎致仕。

## 家族
曾祖鄒賢，按察司僉事贈奉政大夫；祖父鄒守益，中順大夫南京國子監祭酒贈禮部右侍郎，諡文莊；父鄒美，辛酉順天貢士。前母王氏；母周氏。慈侍下。兄鄒德源，貢生；鄒德濬，庠生；鄒德涵，按察司僉事；鄒德溥，翰林院編修；鄒德溫；鄒德治，俱庠生。弟鄒德濟；鄒德洙；鄒德澡，俱庠生；鄒德灌；鄒德洵；鄒德潢；鄒德洽；鄒德淶。